# Templo del sureste
Templo del sureste es el nombre dado a uno de los templos de la Antigua Grecia dedicado a una diosa en el Ágora de Atenas, de Atenas, en Grecia. Estaba situado en el lado sureste del Ágora. El nombre del templo es moderno y se basa en su ubicación.
Los fragmentos  hallados pertenecían originalmente al Templo de Atenea en Sunio en el extremo sur del Ática, pero fueron expoliadospara construir el templo. Fue, por lo tanto, el último de varios «templos itinerantes», trasladados de la campiña ática al Ágora ateniense en época imperial. Se desconoce a qué dios o héroe estaba dedicado. Resultó gravemente dañado durante el saqueo de los hérulos en 267 d. C. y luego fue expoliado para construir la muralla de fortificación posterior a los hérulos.

## Descripción
Fue construido en la época romana en el siglo I d. C. Se construyó en el emplazamiento de la anterior Ceca, y estaba situado en el lado sureste de la Estoa sur I, junto al Ninfeo, en el lado occidental de la Vía Panatenaica, justo después de la Biblioteca de Panteno,  al pie de la ladera norte de la Acrópolis.

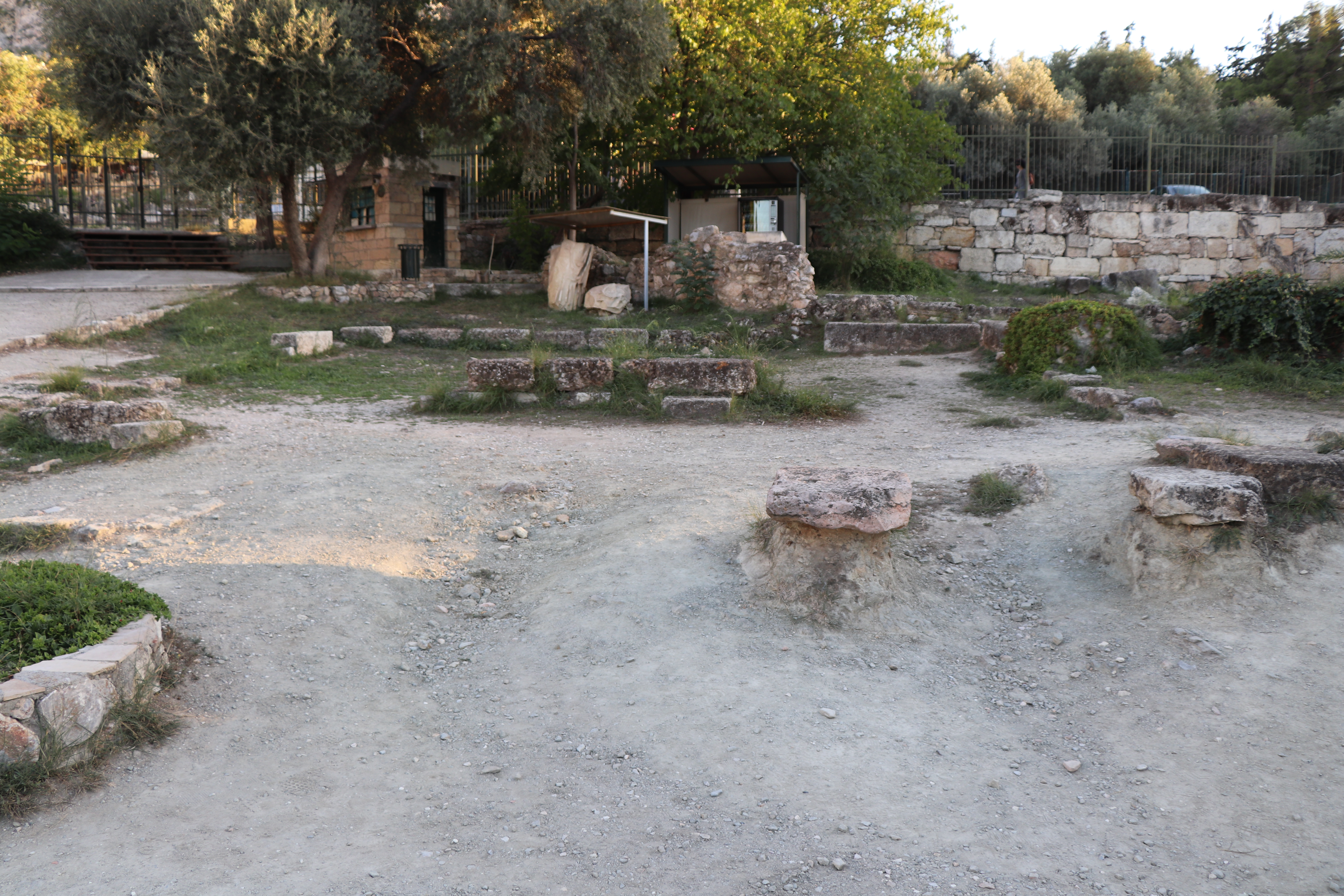
Vista de los restos del Templo del sureste desde el norte

Fue construido en mármol. Era de estilo jónico octóstilo próstilo, y su fachada posiblemente tenía seis columnas.
Tenía una estatua de culto femenina parecida a una cariátide. No se sabe con certeza a qué diosa estaba dedicado el templo. Es posible que fuera el templo de Atenea, ya que, al parecer, en el edificio se reutilizaron partes del Templo de Atenea de Sunio. Además de partes de la estatua de culto y su pedestal, se han conservado los cimientos del templo y algunas partes de las estructuras superiores. En la actualidad, las ruinas del templo se alzan en el lugar, al este de la Iglesia de los Santos Apóstoles,  construida en el lugar durante el Imperio bizantino.

### Cimientos

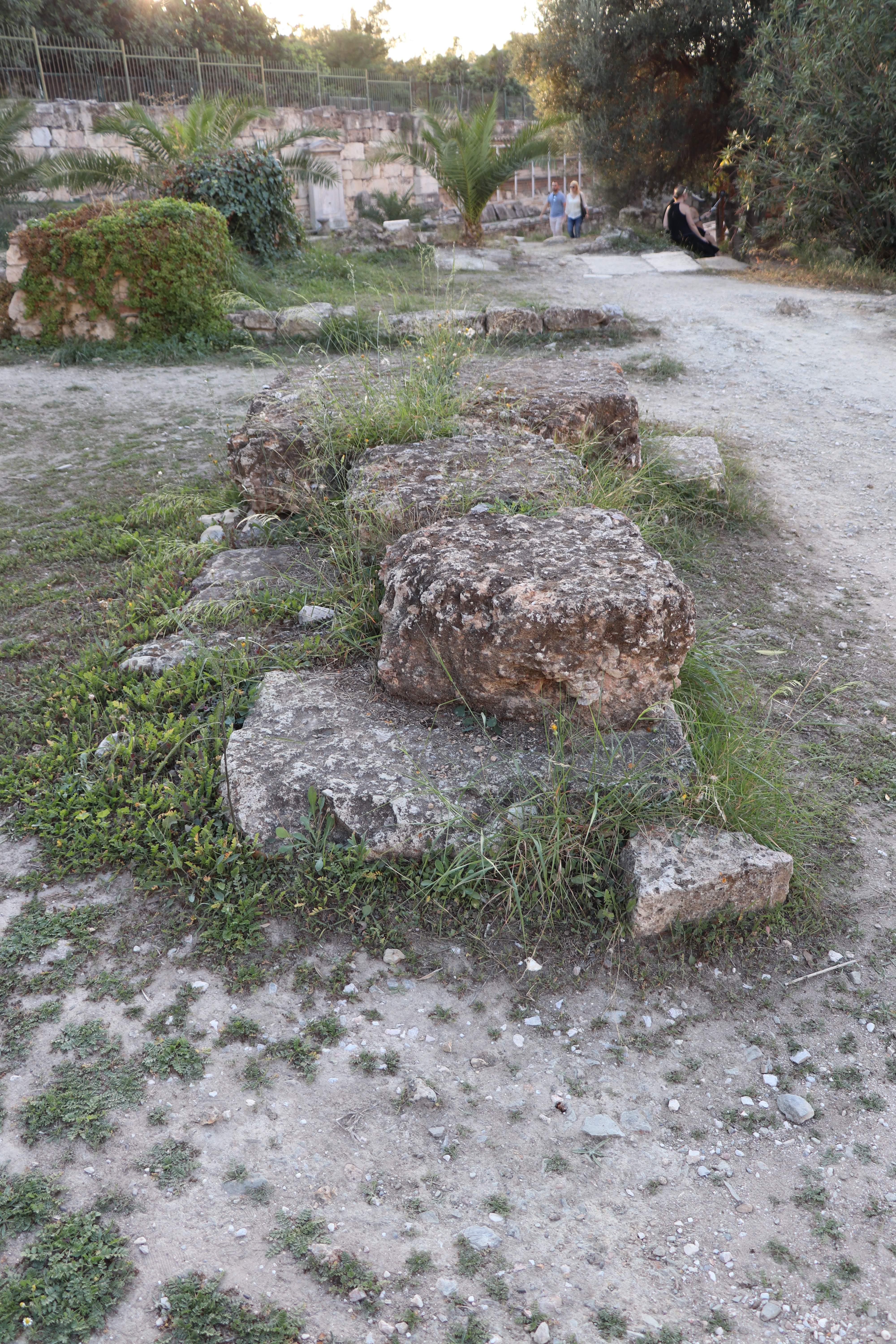
Pedestal para la estatua de culto, vista desde el este.

La estructura estaba orientada al norte-noroeste y medía 20,60 m de largo. Constaba de un pronaos (pórtico) de 12,20 m de ancho y 6,50 m de profundidad. Detrás había una naos de 11,20 m de ancho y 14,10 m de largo, con muros de unos 0,90 m de grosor.
La cimentación del pronaos consistía en bloques de conglomerado reutilizados, colocados en zanjas excavadas en la roca madre, con un grosor de 1,50-1,70 m. La cimentación de la naos es muy limitada. Los muros se asentaban en lechos irregulares poco profundos. Las partes inferiores de estos muros se conservan; están hechas de bloques de poros reutilizados, sellados con mortero gris de baja calidad. En la parte delantera de la naos se conservan los bloques que sirvieron de base a un suelo de mármol, que probablemente continuó en el pronaos. En la parte posterior de la cnaos se conserva parcialmente un suelo de arcilla compactada.
La mayor parte del espacio interior de la cella estaba ocupado por un gran pedestal para la estatua de culto. Este pedestal está situado ligeramente al sur del centro de la cella, que medía 6,7 metros de ancho (de este a oeste) y 4,40 metros de largo (de norte a sur). Está hecho de poros y conglomerado reutilizados. Originalmente, habría estado revestida de mármol  y debió soportar varias estatuas. Detrás hay otro cimiento rectangular de 1,15 x 1,50 m.
Los cimientos se colocaron probablemente en la primera mitad del siglo II d. C. Los fragmentos de cerámica hallados en los cimientos indican que data del siglo II d. C. La estructura es anterior al ninfeo situado al oeste, construido a mediados del siglo II d. C. Los cimientos están alineados con el pavimento de la Vía Panatenaica, lo que demuestra que el templo se construyó después o en el momento en que se repavimentación de la Vía. Esto ocurrió en la primera mitad del siglo II d. C.

### Superestructura

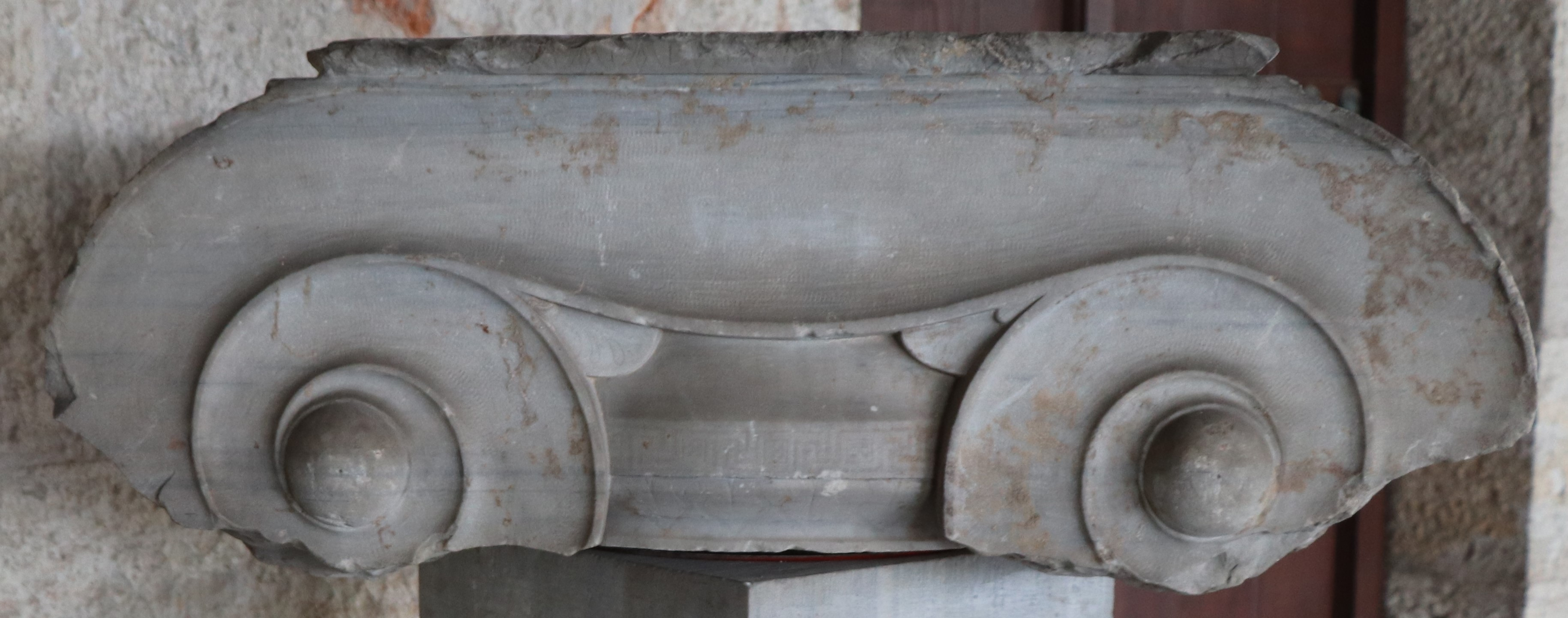
Capitel jónico del Templo del sureste, posteriormente incorporado a la muralla post-herúlea.

No se encontraron restos de la superestructura in situ, pero un conjunto de fragmentos de Iónico, encajan con las medidas de los cimientos. Hay quince tambores de columnas, un capitel jónico completo, doce fragmentos de otros capiteles, un fragmento de la base de una columna, un bloque del geison, parte de la moldura de coronación de la cornisa y una pequeña parte de la moldura del arquitrabe. Estos fragmentos se encontraron en la sección de la muralla post-herúlea situada justo enfrente del templo y esparcidos por el templo hacia el norte y el oeste en contextos tardíos, pero originalmente procedían del Templo de Atenea de Sunio, que probablemente había dejado de utilizarse tras el ataque de Filipo V de Macedonia a los santuarios rurales áticos en el siglo IV a. C. Los tambores de las columnas están etiquetados con marcas de cantero (Γ, Θ, Λ, Ν, Π, Σ, Τ, Ω), que se utilizaron para volver a montar correctamente los bloques en el Ágora.
La fachada delantera del templo estaba formada por un crepidoma de tres escalones. El templo era próstilo, es decir, sólo tenía columnas en la parte delantera, no en los laterales ni en la parte trasera, y octóstilo, es decir, tenía ocho columnas a lo largo de la fachada delantera. La distancia entre las columnas (intercolumnio) era de 1,531 m. Había dos columnas a cada lado del pórtico, entre las columnas de las esquinas y las antas. Estas tenían una intercolumnio de 1,667 m. Las columnas tenían un diámetro de 0,65 m en la base y se estrechaban hasta 0,533 en la parte superior. Los fustes medían 5,35 m, más una base de 0,32 m y capiteles jónicos con decoración pintada y tallada de 0,304 m, para una altura total de 5,974 m. Encima de las columnas había un arquitrabe. Probablemente había un friso por encima de esto, que probablemente no llevaba ninguna escultura en relieve, pero la evidencia es limitada. Encima había un geison. Este sostenía un tejado de tejas de mármol.

### Escultura

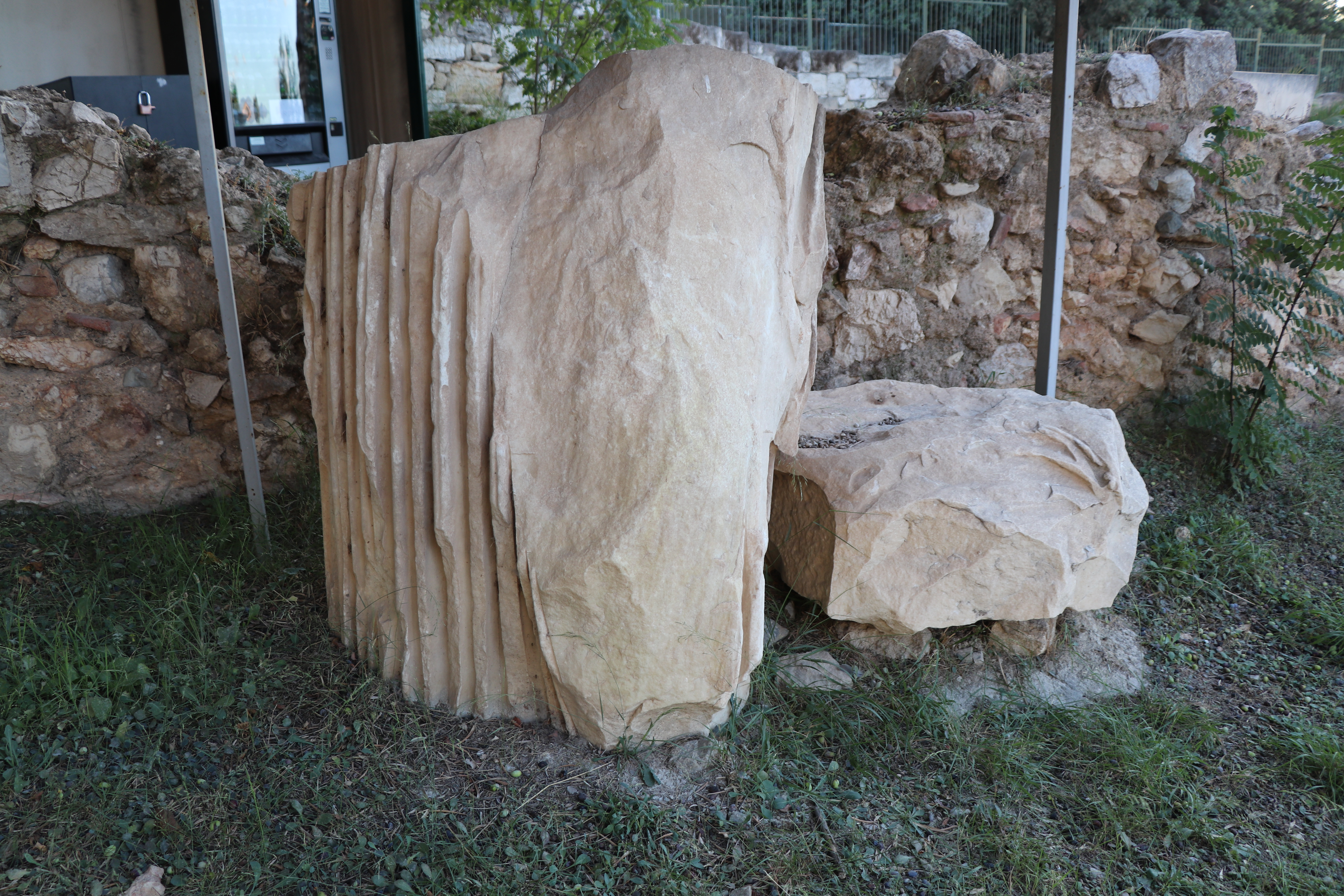
Fragmentos de estatua colosal hallados en el Templo del sureste (Ágora inv. S 2070a y b).

La estatua de culto era una colosal figura femenina con un peplos, hecha de mármol pentélico, que habría medido casi cuatro metros de altura. Solo sobreviven tres fragmentos muy dañados. Uno de ellos (Agora inv. S 2070a) es la parte superior de un torso, con cortes donde se habrían unido un brazo izquierdo y la cabeza. El segundo fragmento (S 2070b) es el drapeado de la parte inferior de las caderas y la parte superior de las piernas. Se encontraron junto a la base en la naos del templo. Al oeste se encontró un pie derecho (inv. S 1823).  La comparación estilística más cercana es una estatua del Museo Capitolino de Roma. Se conoce como la Deméter Capitolina, pero no está claro a qué deidad representa (Hera, Afrodita y Deméter son algunas de las identificaciones sugeridas). Esta estatua es una copia romana de una original de finales del siglo V a. C. La estatua encontrada en el Templo Sudeste puede haber sido el modelo para la Deméter Capitolina, pero es posible que ambas esculturas sean copias de un original perdido.

## Excavación
Los cimientos del Ágora fueron descubiertos en excavaciones realizadas por la Escuela Americana de Estudios Clásicos de Atenas. Los cimientos se descubrieron como parte de los trabajos realizados en la esquina sureste del Ágora entre febrero y agosto de 1959, que fueron dirigidos por Dorothy Burr Thompson.
Los restos de la superestructura se encontraron durante las excavaciones de la muralla post-herúlea.